# Komenda Rejonu Uzupełnień Święciany

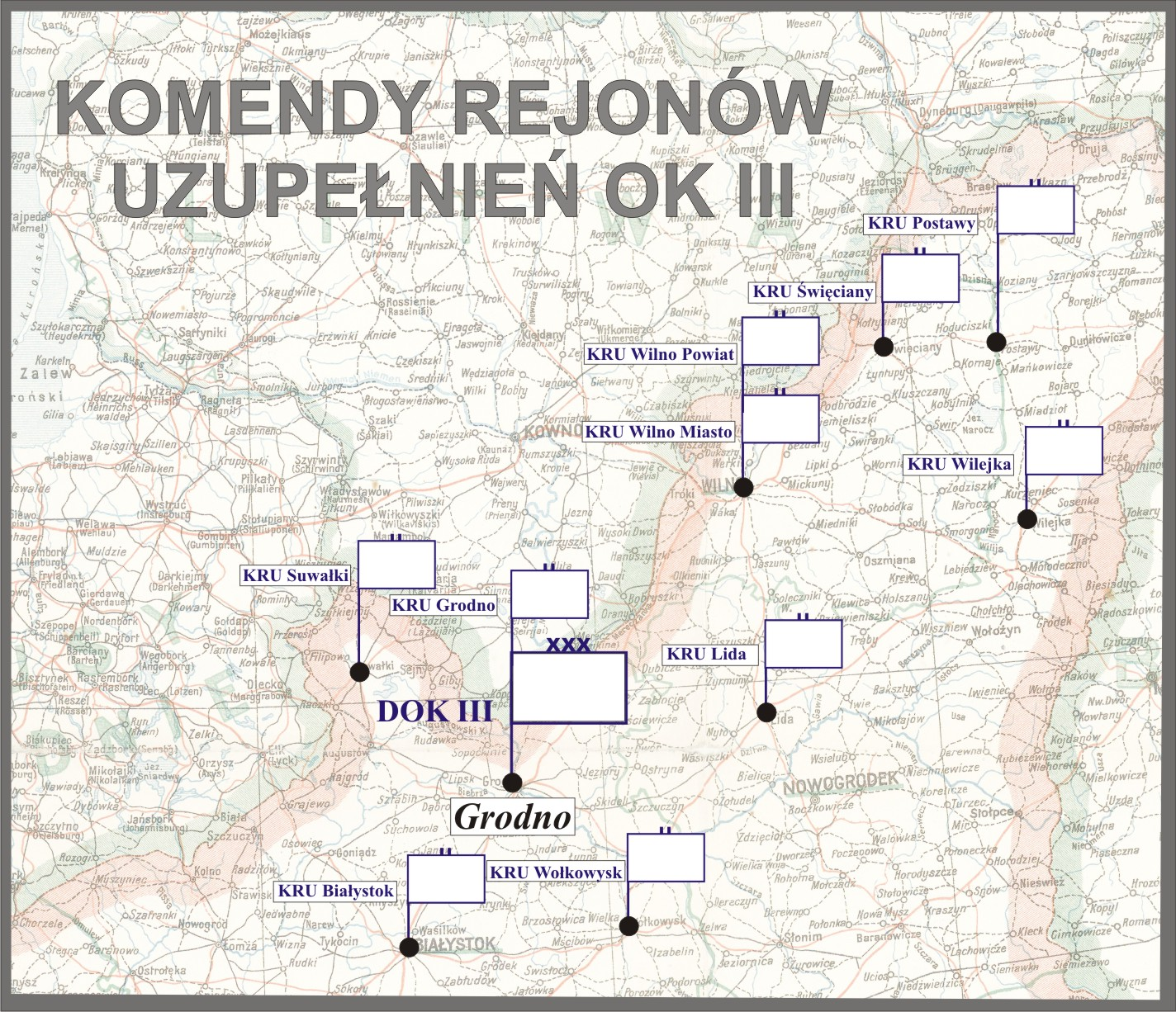
Komendy rejonów uzupełnień DOK III

Komenda Rejonu Uzupełnień Święciany (KRU Święciany) – organ wojskowy właściwy w sprawach uzupełnień Sił Zbrojnych II Rzeczypospolitej i administracji rezerw w powierzonym mu rejonie.

## Historia komendy
W styczniu 1920 roku została utworzona Powiatowa Komenda Uzupełnień Święciany. Organizatorem i pierwszym komendantem został pułkownik Tadeusz Lachowicki-Czechowicz. Latem tego roku, w czasie wojny z bolszewikami, ewakuował on komendę do Nowego Sącza .
Po wprowadzeniu pokojowej organizacji służby poborowej Powiatowa Komenda Uzupełnień Święciany w Głębokiem była podporządkowana Dowództwu Okręgu Korpusu Nr III i obejmowała swoją właściwością powiaty: brasławski, święciański i dziśnieński z siedzibą w Głębokiem.
18 listopada 1924 roku weszła w życie ustawa z dnia 23 maja 1924 roku o powszechnym obowiązku służby wojskowej, a 15 kwietnia 1925 roku rozporządzenie wykonawcze ministra spraw wojskowych do tejże ustawy, wydane 21 marca tego roku wspólnie z ministrami: spraw wewnętrznych, zagranicznych, sprawiedliwości, skarbu, kolei, wyznań religijnych i oświecenia publicznego, rolnictwa i dóbr państwowych oraz przemysłu i handlu. Wydanie obu aktów prawnych wiązało się z przejęciem przez władze cywilne (administracji I instancji) większości zadań związanych z przygotowaniem i przeprowadzeniem poboru. Przekazanie większości zadań władzom cywilnym umożliwiło organom służby poborowej zajęcie się wyłącznie racjonalnym rozdziałem rekruta oraz ewidencją i administracją rezerw. Do tych zadań dostosowana została organizacja wewnętrzna powiatowych komend uzupełnień i ich składy osobowe. Poszczególne komendy różniły się między sobą składem osobowym w zależności od wielkości administrowanego terenu.
Zadania i nowa organizacja PKU określone zostały w wydanej 27 maja 1925 roku instrukcji organizacyjnej służby poborowej na stopie pokojowej. W skład PKU Święciany wchodziły dwa referaty: I) referat administracji rezerw i II) referat poborowy. Nowa organizacja i obsada służby poborowej na stopie pokojowej według stanów osobowych L. O. I. Szt. Gen. 3477/Org. 25 została ogłoszona 4 lutego 1926 roku. Z tą chwilą zniesione zostały stanowiska oficerów ewidencyjnych.
12 marca 1926 roku została ogłoszona obsada personalna Przysposobienia Wojskowego, zatwierdzona rozkazem Dep. I L. 6000/26 przez pełniącego obowiązki szefa Sztabu Generalnego gen. dyw. Edmunda Kesslera, w imieniu ministra spraw wojskowych. Zgodnie z nową organizacją pokojową Przysposobienia Wojskowego zostały zlikwidowane stanowiska oficerów instrukcyjnych przy PKU, a w ich miejsce utworzone rozkazem Oddz. I Szt. Gen. L. 7600/Org. 25 stanowiska oficerów przysposobienia wojskowego w pułkach piechoty.
Od 1926 roku, obok ustawy o powszechnym obowiązku służby wojskowej i rozporządzeń wykonawczych do niej, działalność PKU Święciany normowała „Tymczasowa instrukcja służbowa dla PKU”, wprowadzona do użytku rozkazem MSWojsk. Dep. Piech. L. 100/26 Pob.
Z dniem 1 października 1927 roku powiat dziśnieński został wyłączony z PKU Święciany i włączony do nowo utworzonej PKU Postawy.
W marcu 1930 roku PKU Święciany nadal podlegała Dowództwu Okręgu Korpusu Nr III w Grodnie i obejmowała swoją właściwością powiaty: święciański i brasławski. W grudniu tego roku PKU posiadała skład osobowy typ II.
31 lipca 1931 roku gen. dyw. Kazimierz Fabrycy, w zastępstwie ministra spraw wojskowych, rozkazem B. Og. Org. 4031 Org. wprowadził zmiany w organizacji służby poborowej na stopie pokojowej. Zmiany te polegały między innymi na zamianie stanowisk oficerów administracji w PKU na stanowiska oficerów broni (piechoty) oraz zmniejszeniu składu osobowego PKU typ I–IV o jednego oficera i zwiększeniu o jednego urzędnika II kategorii. Liczba szeregowych zawodowych i niezawodowych oraz urzędników III kategorii i niższych funkcjonariuszy pozostała bez zmian.
1 lipca 1938 roku weszła w życie nowa organizacja służby uzupełnień, zgodnie z którą dotychczasowa PKU Święciany została przemianowana na Komendę Rejonu Uzupełnień Święciany przy czym nazwa ta zaczęła obowiązywać 1 września 1938 roku, z chwilą wejścia w życie ustawy z dnia 9 kwietnia 1938 roku o powszechnym obowiązku wojskowym. Obok wspomnianej ustawy i rozporządzeń wykonawczych do niej, działalność KRU Święciany normowały przepisy służbowe MSWojsk. D.D.O. L. 500/Org. Tjn. Organizacja służby uzupełnień na stopie pokojowej z 13 czerwca 1938 roku. Zgodnie z tymi przepisami komenda rejonu uzupełnień była organem wykonawczym służby uzupełnień .
Komendant rejonu uzupełnień w sprawach dotyczących uzupełnień Sił Zbrojnych i administracji rezerw podlegał bezpośrednio dowódcy Okręgu Korpusu Nr III, który był okręgowym organem kierowniczym służby uzupełnień. Rejon uzupełnień nie uległ zmianie i nadal obejmował powiaty: święciański i brasławski.

## Obsada personalna
Poniżej przedstawiono wykaz oficerów zajmujących stanowisko komendanta Powiatowej Komendy Uzupełnień i komendanta rejonu uzupełnień oraz wykaz osób funkcyjnych (oficerów i urzędników wojskowych) pełniących służbę w PKU i KRU Święciany, z uwzględnieniem najważniejszych zmian organizacyjnych przeprowadzonych w 1926 i 1938 roku.
Komendanci
- płk piech. Tadeusz Lachowicki-Czechowicz[a] (od I 1920[26])
- ppłk piech. Adam Chanecki (do 20 VIII 1922 → Rezerwa Oficerów Sztabowych DOK III[27])
- ppłk piech. Władysław Oziewicz (20 VIII 1922[27][4][5] – I 1925 → 77 pp[28])
- tyt. ppłk piech. Ludwik Szulc (I 1925[28] – IX 1926 → komendant PKU Białystok[29])
- mjr piech. Jan Szostakowski (IX 1926[30][31] – VII 1929 → dyspozycja dowódcy OK III[32])
- mjr art. Kazimierz Sylwester Michler (XII 1929[33] – 31 XII 1931 → stan spoczynku[34])
- mjr piech. Wincenty Powichrowski (III 1932[35][36] – 1939[37] → Obóz NKWD Nr 150 w Griazowcu, dowódca 13 pp i 13 bs)

Obsada pozostałych stanowisk funkcyjnych PKU Święciany w Głębokiem w latach 1921–1926
- I referent
  - kpt. piech. Antoni Czyż (do 1 X 1922 → II referent PKU Wilno[39])
  - kpt. piech. Jan Polkowski (1 X 1922[39] – II 1926 → kierownik I referatu)
- II referent
  - urzędnik wojsk. XI rangi Józef Wilk (1923)
  - kpt. kanc. Zygmunt Wołosewicz (I 1925[40] – II 1926 → p.o. kierownika II referatu)
- oficer instrukcyjny – por. piech. Bronisław Gierałtowski (1923 – VI 1925[41] → 84 pp)
- oficer ewidencyjny na powiat brasławski
  - urzędnik wojsk. XI rangi Piotr Ogorzałek (1923)
  - chor. Józef Wilk[b] (od II 1925[42])
- oficer ewidencyjny na powiat dziśnieński w Głębokiem
  - por. rez. gosp. / kanc. Jan Liput (IX 1922[43] – IV 1924 → PKU Pszczyna[44])
  - por. san. Stanisław Zalfresso-Jundziłło (III 1925[45] – II 1926[46] → referent PKU Lida)
- oficer ewidencyjny na powiat święciański – por. piech. Hipolit Hubar (1923 – 1924)

Obsada pozostałych stanowisk funkcyjnych PKU w latach 1926–1938
- kierownik I referatu administracji rezerw i zastępca komendanta – kpt. piech. Jan Polkowski (II 1926 – VI 1938 → kierownik I referatu KRU)
- p.o. kierownika II referatu poborowego
  - kpt. kanc. Zygmunt Wołosewicz[c] (II 1926 – VIII 1929)
  - kpt. gosp. Józef Turczyński (XII 1929[55] – IX 1930 → PKU Kraków Miasto[56])
  - por. piech. Jan Dunajewski (IX 1930[57] – 31 V 1931[58] → stan spoczynku)
  - kpt. piech. Stanisław Stefan Dobrzański (X 1931[59] – 14 I 1939 → kierownik I referatu PKU Będzin)
- referent – por. piech. Jan Dunajewski (do IX 1930 → kierownik II referatu)

Obsada pozostałych stanowisk funkcyjnych PKU w latach 1938–1939
- kierownik I referatu ewidencji – kpt. adm. (piech.) Jan Polkowski (→ Obóz NKWD Nr 150 w Griazowcu)
- kierownik II referatu uzupełnień – kpt. adm. (int.) Edward Blechert (→ Obóz NKWD Nr 150 w Griazowcu, †1941? 1942 Tockoje[61])